# 李明远 (1965年)
李明远（1965年8月30日—），男，汉族，陕西吴起人，中华人民共和国地方政治人物，清华大学无线电系无线电技术与信息系统专业毕业，西安电子科技大学工学博士，教授。1999年5月加入中国共产党。曾任中共渭南市委副书记、市人民政府市长、市委书记，中共西安市委副书记、西安市人民政府市长等职务，现任中共陕西省委常委、统战部部长、省政协党组副书记。

## 早年经历
1983年，李明远考入清华大学无线电系学习。本科毕业后，于1988年9月考入西安电子科技大学，攻读通信与电子系统专业硕士研究生。1991年，被分配到西安黄河机电股份有限公司通信分公司任职。1992年9月起，回到西安电子科技大学，攻读通信与电子系统专业博士学位。1995年6月起，在西安邮电学院任教，曾任电信工程系副主任，并加入中国共产党，期间曾于1996年10月至1999年3月在西安交通大学电信学院信科所做博士后研究。

## 仕途
2001年5月，李明远被任命为陕西省信息产业厅副厅长，弃学从政。此后，历任陕西省人民政府副秘书长、省政府参事室（省文史研究馆）主任、中共陕西省委科学技术工作委员会书记、陕西省科学技术厅厅长。2015年2月，出任中共渭南市委副书记、副市长、代市长，同年3月正式当选为渭南市人民政府市长。2018年4月，任中共渭南市委书记
2018年2月24日，当选为第十三届全国人大代表。2019年1月，李明远调任中共西安市委副书记、市人民政府市长候选人、党组书记，接替因秦岭北麓违建别墅案丑闻被免职的前市长上官吉庆，同年2月1日任西安市人民政府代市长，2月18日在西安市第十六届人民代表大会第四次会议上，正式当选为西安市人民政府市长。
2023年4月，任中共陕西省委常委、统战部部长。